# Bohra paulae
Bohra paulae — вид родини Кенгурових. Етимологія: «bohra» — ім'я на мові аборигенів Еуахлаї (англ. Euahlayi) для легендарного кенгуру, який бігав на всіх чотирьох і мав псячі зуби, поки людина не винищила його; видове ім'я дане на честь Паули Кендал (англ. Paula Kendall). Місце знаходження викопних решток: Катедральна печера (англ. Cathedral Cave), Новий Південний Уельс. Bohra — найбільший з відомих деревних кенгуру, будучи в 4 чи 5 раз важчими за сучасних Dendrolagus. Увесь відомий матеріал Bohra складається з кісток кінцівок і стіп, включаючи п'яткову кістку (типовий зразок), надп'яткову кістку, великі гомілкові кістки. Bohra розглядається як примітивна сестринська група до роду Dendrolagus.